# Jacques Zacharie Destaing
Jacques Zacharie Destaing, né le 6 novembre 1764 à Aurillac et mort le 5 mai 1802 à Paris, est un général de division de la Révolution française. Son nom apparaît sur la 25e colonne de l'arc de triomphe de l'Étoile.

## Biographie
Fils de Pierre Destaing et Marie Gabrielle Delzons, il est nommé le 10 juillet 1792, lieutenant-colonel en second puis chef de bataillon au 1er bataillon de volontaires du Cantal.
Général pendant la campagne d’Égypte, il reçoit l'ordre du général Menou, commandant en chef après l'assassinat de Kléber, de mettre aux arrêts le général Reynier, ouvertement hostile à son supérieur Menou. Reynier en tient tellement rigueur à Destaing qu'ils finissent par se battre en duel à sa libération ; c'est au cours de ce duel que Destaing est tué.
Son frère Gabriel fut sous-lieutenant à la 3e compagnie puis lieutenant à la 6e compagnie au 1er bataillon de volontaires du Cantal.